# CALAR.ink
CALAR.ink(カラードットインク)はアートハッカソンイベント「3331α Art Hack Day」で結成された、アーティストユニットである。

## 概要
2015年夏に行われたアートハッカソンイベント「3331α Art Hack Day 2015」にて、チアキコハラ（芸術家）、只石快歩（建築家）、坪倉輝明（メディアアーティスト）、瓜田裕也（フロントエンジニア）、衛藤慧（webエンジニア）の5名が、アナログ優位のテクノロジーアートを目指してチームを結成。同ハッカソンのアート部門最優秀賞を受賞。「3331α Art Hack Day」と提携をしていたKENPOKU ART 2016 茨城県北芸術祭に選出された。

## メンバー
- チアキコハラ
- 只石快歩
- 坪倉輝明
- 瓜田裕也
- 衛藤慧
- 長谷川文二郎

## 受賞歴
- 2015年9月 Art Hack Day 2015アート部門最優秀賞(Art Hack Day 2015「運命的アクシデント」)
- 2017年12月16日 MashupAwards2017 協力企業賞〈Unity賞〉(KENPOKU ART 2016 茨城県北芸術祭「Achromatic World -いろのないせかい-」)[3]

## おもな活動履歴
- 2015年9月 - Art Hack Day 2015「運命的アクシデント」
- 2016年9月 - KENPOKU ART 2016 茨城県北芸術祭「いろのないせかい - Achromatic World」(会場：旧常陸大宮市立美和中学校)
- 2017年9月〜10月 - 六本木アートナイト2017「During the Night -よるのあいまに-」(会場：六本木けやき坂通り1F特設会場)[4]

## 参考
1. ↑  “Achromatic World -いろのないせかい-”.   茨城県北芸術祭実行委員会. 2017年11月15日閲覧。
2. ↑  “KENPOKU Art Hack Dayと連携ハッカソンから茨城県北芸術祭へ7作品の参加を決定”.   茨城県北芸術祭実行委員会. 2017年11月15日閲覧。
3. ↑  “MashupAwards2017 受賞作品一覧”.   MashupAwards2017. 2018年2月4日閲覧。
4. ↑  “CALAR.ink「During the Night -よるのあいまに-」”.   六本木アートナイト2017. 2017年11月15日閲覧。

## リンク
- CALAR.ink公式サイト
- KENPOKU ART 2016 茨城県北芸術祭「Achromatic World -いろのないせかい-」
- 六本木アートナイト2017「During the Night -よるのあいまに-」